# Magdalena Maleeva
Magdalena Maleeva (Sofia, República Popular de Bulgària, 1 d'abril de 1975) és una extennista professional búlgara que va competir en les tres categories: individual, dobles femenins i dobles mixts. Germana petita de les tennistes Manuela i Katerina, que també van esdevenir Top 10 del rànquing individual femení de tennis. Magdalena va arribar al número 4 del rànquing individual.

## Biografia
Tercera filla de Georgi Maleev i Yuliya Berberyan, que era d'origen armeni i es va refugiar a Bulgària fugint de les massacres hamidianes (1896) dins l'Imperi Otomà. Fou la millor tennista búlgara en la dècada del 1960 i en retirar-se es va dedicar a l'entrenament tennístic. Fou l'entrenadora de les seves tres filles: Magdalena, Katerina i Manuela, les quals van esdevenir Top 10 del rànquing WTA en diferents moments.
Amb 13 anys i quatre mesos va esdevenir la tennista més jove en guanyar el campionat nacional de tennis (1988). L'any següent va esdevenir professional i ja va arribar a la primera final del seu palmarès, tot i que en el circuit ITF. Es va retirar del tennis en finalitzar la temporada 2005 després de 16 anys com a professional, sent la darrera de les germanes Maleeva en fer-ho. Al 2010 va tornar a guanyar el torneig nacional de tennis, esdevenint la tennista més jova i més veterana en guanyar aquest títol, i entre 22 anys de diferència. El 2011 també va fer un breu retorn al tennis disputant tres partits de dobles amb l'equip búlgar de Copa Federació, amb el resultat d'una victòria i dues derrotes.
L'any 2004 es va casar amb la seva parella de molts anys, Lubomir Nokov, i van tenir tres fills (Yuliya, Marko i Nina). Actualment resideixen a Sofia. Ha esdevingut activista del medi ambient, ha creat una marca de menjar orgànic i és propietària de dues botigues (de nom "Biomag") dedicades aquest tipus de menjar. També és sòcia del club de tennis Maleeva amb les seves germanes.

## Palmarès: 15 (10−5)

### Individual: 21 (10−11)
| Llegenda                     |
| ---------------------------- |
| Grand Slam (0−0)             |
| WTA Tour Championships (0−0) |
| Tier I (2−3)                 |
| Tier II (2−4)                |
| Tier III (3−3)               |
| Tier IV (1−0)                |
| Tier V (2−1)                 |

| Títols per superfície |
| --------------------- |
| Dura (1−2)            |
| Gespa (1−0)           |
| Terra batuda (2−4)    |
| Moqueta (6−5)         |

| Resultat   | Núm. | Data                   | Torneig                   | Superfície   | Oponent                 | Marcador         |
| ---------- | ---- | ---------------------- | ------------------------- | ------------ | ----------------------- | ---------------- |
| Finalista  | 1.   | 28 d'abril de 1991     | Bol, Iugoslàvia           | Terra batuda | Sandra Cecchini         | 4−6, 6−3, 5−7    |
| Guanyadora | 1.   | 27 de juliol de 1992   | San Marino, San Marino    | Terra batuda | Federica Bonsignori     | 7−6(3), 6−4      |
| Finalista  | 2.   | 10 de gener de 1993    | Brisbane, Austràlia       | Dura         | Conchita Martínez       | 3−6, 4−6         |
| Guanyadora | 2.   | 25 de setembre de 1994 | Moscou, Rússia            | Moqueta (i)  | Sandra Cecchini         | 7−5, 6−1         |
| Guanyadora | 3.   | 9 d'octubre de 1994    | Zuric, Suïssa             | Moqueta (i)  | Natasha Zvereva         | 7−5, 3−6, 6−4    |
| Guanyadora | 4.   | 12 de febrer de 1995   | Chicago, Estats Units     | Moqueta (i)  | Lisa Raymond            | 7−5, 7−6(2)      |
| Finalista  | 3.   | 5 d'abril de 1995      | Hilton Head, Estats Units | Terra batuda | Conchita Martínez       | 1−6, 1−6         |
| Finalista  | 4.   | 21 de maig de 1995     | Berlín, Alemanya          | Terra batuda | Arantxa Sánchez Vicario | 4−6, 1−6         |
| Guanyadora | 5.   | 24 de setembre de 1995 | Moscou (2)                | Moqueta (i)  | Elena Makarova          | 6−4, 6−2         |
| Finalista  | 5.   | 1 d'octubre de 1995    | Leipzig, Alemanya         | Moqueta (i)  | Anke Huber              | Renúncia         |
| Guanyadora | 6.   | 5 de novembre de 1995  | Oakland, Estats Units     | Moqueta (i)  | Ai Sugiyama             | 6−3, 6−4         |
| Finalista  | 6.   | 26 de maig de 1996     | Madrid, Espanya           | Terra batuda | Jana Novotná            | 6−4, 4−6, 3−6    |
| Guanyadora | 7.   | 21 de novembre de 1999 | Pattaya, Tailàndia        | Dura         | Anne Kremer             | 4−6, 6−1, 6−2    |
| Finalista  | 7.   | 1 d'octubre de 2000    | Luxemburg, Luxemburg      | Moqueta (i)  | Jennifer Capriati       | 6−4, 1−6, 4−6    |
| Finalista  | 8.   | 18 de febrer de 2001   | Niça, França              | Moqueta (i)  | Amélie Mauresmo         | 2−6, 0−6         |
| Guanyadora | 8.   | 22 d'abril de 2001     | Budapest, Hongria         | Terra batuda | Anne Kremer             | 3−6, 6−2, 6−4    |
| Finalista  | 9.   | 30 de setembre de 2001 | Leipzig (2)               | Moqueta (i)  | Kim Clijsters           | 1−6, 1−6         |
| Guanyadora | 9.   | 6 d'octubre de 2002    | Moscou (3)                | Moqueta (i)  | Lindsay Davenport       | 5−7, 6−3, 7−6(4) |
| Finalista  | 10.  | 27 d'octubre de 2002   | Luxemburg (2)             | Dura (i)     | Kim Clijsters           | 1−6, 2−6         |
| Guanyadora | 10.  | 15 de juny de 2003     | Birmingham, Regne Unit    | Gespa        | Shinobu Asagoe          | 6−1, 6−4         |
| Finalista  | 11.  | 8 de febrer de 2004    | Tòquio, Japó              | Moqueta (i)  | Lindsay Davenport       | 4−6, 1−6         |

### Dobles: 10 (5−5)
| Llegenda                     |
| ---------------------------- |
| Grand Slam (0−0)             |
| WTA Tour Championships (0−0) |
| Tier I (1−1)                 |
| Tier II (2−1)                |
| Tier III (1−3)               |
| Tier IV (0−0)                |
| Tier V (1−0)                 |

| Títols per superfície |
| --------------------- |
| Dura (2−1)            |
| Gespa (0−1)           |
| Terra batuda (2−1)    |
| Moqueta (1−2)         |

| Resultat   | Núm. | Data                 | Torneig                         | Superfície   | Parella           | Oponents                               | Marcador         |
| ---------- | ---- | -------------------- | ------------------------------- | ------------ | ----------------- | -------------------------------------- | ---------------- |
| Guanyadora | 1.   | 28 d'abril de 1991   | Bol, Iugoslàvia                 | Terra batuda | Laura Golarsa     | Sandra Cecchini Laura Garrone          | Renúncia         |
| Finalista  | 1.   | 14 de febrer de 1993 | Osaka, Japó                     | Moqueta (i)  | Manuela Maleeva   | Jana Novotná Larisa Neiland            | 1−6, 3−6         |
| Finalista  | 2.   | 25 d'abril de 1993   | Barcelona, Espanya              | Terra batuda | Manuela Maleeva   | Conchita Martínez A. Sánchez Vicario   | 6−4, 1−6, 0−6    |
| Guanyadora | 2.   | 17 de febrer de 2002 | Anvers, Bèlgica                 | Moqueta (i)  | Patty Schnyder    | Nathalie Dechy Meilen Tu               | 6−3, 6−7(3), 6−3 |
| Finalista  | 3.   | 23 de juny de 2002   | 's-Hertogenbosch, Països Baixos | Gespa        | Bianka Lamade     | Catherine Barclay Martina Müller       | 4−6, 5−7         |
| Guanyadora | 3.   | 30 de març de 2003   | Miami, Estats Units             | Dura         | Liezel Huber      | Shinobu Asagoe Nana Miyagi             | 6−4, 3−6, 7−5    |
| Guanyadora | 4.   | 4 de maig de 2003    | Varsòvia, Polònia               | Terra batuda | Liezel Huber      | Eleni Daniïlidu Francesca Schiavone    | 3−6, 6−4, 6−2    |
| Finalista  | 4.   | 10 de gener de 2004  | Gold Coast, Austràlia           | Dura         | Liezel Huber      | Svetlana Kuznetsova Elena Likhovtseva  | 3−6, 4−6         |
| Finalista  | 5.   | 8 de febrer de 2004  | Tòquio, Japó                    | Moqueta (i)  | Elena Likhovtseva | Cara Black Rennae Stubbs               | 0−6, 1−6         |
| Guanyadora | 5.   | 8 de gener de 2005   | Gold Coast                      | Dura         | Elena Likhovtseva | Maria Elena Camerin Silvia Farina Elia | 6−3, 5−7, 6−1    |

## Trajectòria en Grand Slams

### Individual
| Torneig | 1989 | 1990 | 1991 | 1992 | 1993 | 1994 | 1995 | 1996 | 1997 | 1998 | 1999 | 2000 | 2001 | 2002 | 2003 | 2004 | 2005 | Títols | V − D   |
| --- | ---- | ---- | ---- | ---- | ---- | ---- | ---- | ---- | ---- | ---- | ---- | ---- | ---- | ---- | ---- | ---- | ---- | ------ | ------- |
| Open d'Austràlia | A    | Q    | 4R   | 1R   | 4R   | 4R   | 1R   | A    | A    | 1R   | A    | 1R   | 1R   | 4R   | 3R   | 2R   | 3R   | 0 / 12 | 17 − 12 |
| Roland Garros | Q    | 3R   | 1R   | 3R   | 4R   | 1R   | 2R   | 4R   | 1R   | A    | 1R   | 3R   | 1R   | 1R   | 4R   | 4R   | 2R   | 0 / 15 | 20 − 15 |
| Wimbledon | A    | 2R   | 1R   | 1R   | 3R   | 2R   | A    | 2R   | 3R   | A    | A    | 2R   | 4R   | 4R   | 2R   | 4R   | 4R   | 0 / 13 | 21 − 13 |
| US Open | Q    | 1R   | 2R   | QF   | 4R   | 4R   | 2R   | 1R   | 3R   | A    | A    | 2R   | 2R   | 3R   | 1R   | 2R   | 2R   | 0 / 14 | 20 − 14 |
| Rànquing a final d'any | 216  | 73   | 38   | 20   | 16   | 11   | 6    | 19   | 36   | 115  | 89   | 22   | 16   | 14   | 30   | 25   | 52   |        |         |
| Llegenda: G: Guanyadora; F: Finalista; SF: Semifinalista; QF: Quarts de final; Q: Qualificació; A: Absent; RR: Round Robin |      |      |      |      |      |      |      |      |      |      |      |      |      |      |      |      |      |        |         |